# Kiyotaka Sugimoto
Kiyotaka Sugimoto (杉本清隆 Sugimoto Kiyotaka?) fue un compositor y cantautor de Konami. Alrededor del primer lanzamiento del primer Pop'n music, Sugimoto fue muy activo tanto en Beatmania como en Pop'n music Desde el año 1998 hasta 2002, el cual abandonó Konami. Sin embargo, regresó a Konami aproximadamente un año más tarde, pero como artista comisionado. Después de su regreso, él contribuyó material exclusivamente para pop'n music solo hasta Pop'n music fantasia. Desde ese entonces, no se le ha vuelto a ver nunca más en Bemani.

## Música principal
La siguiente lista muestra las canciones que fueron creadas por el mismo autor y también con los artistas que trabajó para su elaboración:

### pop'n music
- (fly higher than) the stars - SUGI & REO
- 魔法の扉 (スペース★マコのテーマ) - a.s.a.
- ビーマニ戦隊ポップンファイブ - うた：石原慎一　さくし：RYO
- 西新宿清掃曲 - サイモンマン
- Homesick Pt.2&3 - ORANGENOISE SHORTCUT
- fly higher (than the stars) 2STEP MIX - DJ SIMON
- ポップン音頭 - 高田香里
- Bubble Bagpipe Hour - Original Cedar Pipe Band
- ディスコ・タイフーン - PRIORITY feat. Sana
- RADICAL RAGTIME TOUR - Route No.1 RAG Unit
- ニンジャヒーローシノビアン - 腹筋忍者台
- 忍びアン子は恋の呪文 - 新腹筋忍者台 feat. meli♥melo
- ポップン電機CMソング
- フィーバー戦士ポップン14のテーマ - トジーン
- わたしのフォーティーン (フィーバー戦士ポップン14 EDテーマ)- 新谷さなえ
- 西麻布水道曲 - サイモンマン
- ふたりのマニフェスト (Circle of the afternoon MIX) - DJ SIMON
- Kicky Kemari Kicker - ROUTE No.1 KIZOKU UNIT
- 西表島琉球曲 - サイモンマン
- しまなみ海道男道 - すがはらやすのり
- The post-girl in a hat. - DJ Simon feat.伊藤理恵子
- 2nd ADVENTURE (AGAIN) - Jimmy Weckl remixed by DJ Simon

### pop'n stage
- LA LA LA LA YO-DEL - DJ Simon

### beatmania
- 321 STARS - DJ SIMON
- RETROFUTURE - DJ SIMON
- air - DJ SIMON
- DISCO DANCING - DJ SIMON

### beatmania IIDX
- SOFT LANDING ON THE BODY - DJ SIMON
- SWEET LAB - DJ SIMON
- Back to the Dance Floor - DJ SIMON
- IIDX - DJ SIMON

### KEYBOARDMANIA
- Keyboard Man - simon
- Klungkung 1655 - simon
- Manhattan Sports Club - simon

### GuitarFreaks & DrumMania
- The Messenger (not decorated) - orangenoise shortcut